# Микадзе, Леван Георгиевич
Леван (Лаврентий) Георгиевич Микадзе (груз. ლევან მიქაძე; 13 сентября 1973, Сухуми) — грузинский футболист, защитник и полузащитник, тренер. Выступал за сборную Грузии.

## Биография

### Клубная карьера
На взрослом уровне начал выступать в 1990 году в командах чемпионата Грузии — «Горда» (Рустави), «Эгриси» (Сенаки), «Цхуми» (Сухуми), «Динамо»/«Одиши» (Зугдиди). В сезоне 1997/98 впервые перешёл в заграничный клуб — выступал в высшем дивизионе Польши за «Погонь» (Щецин). После возвращения в Грузию играл за тбилисские «Динамо» и «Локомотив». В составе «Динамо» стал в сезоне 1998/99 чемпионом Грузии. В феврале 2000 года подписал контракт с российским «Анжи», но ещё до начала сезона покинул команду.
В начале 2001 года перешёл в киевский ЦСКА, позже переименованный в «Арсенал». Дебютный матч в высшей лиге Украины сыграл 11 марта 2001 года против тернопольской «Нивы». Всего провёл в команде полтора сезона, сыграл 33 матча в высшей лиге, а также 4 игры в Кубке Украины и 6 матчей в Лиге Европы. В 2003 году, после короткого периода выступлений за тбилисский «Локомотив», вернулся на Украину и сыграл 26 матчей (1 гол) в высшей лиге за «Кривбасс». Автором гола стал 25 октября 2003 года в матче против «Днепра».
В 2004 году выступал в чемпионате Белоруссии за минский «МТЗ-РИПО», а в 2005 году — в чемпионате Латвии за «Металлург» (Лиепая), в его составе стал чемпионом Латвии. Последним профессиональным клубом игрока стала в 2006 году калининградская «Балтика», выступавшая в первом дивизионе России.
Во второй половине своей карьеры, в период выступлений за границей, Леван Микадзе пользовался документами своего младшего брата, поэтому во многих источниках он упоминается под именем Лаврентий и с датой рождения 20 ноября 1978 года.
В середине 2010-х годов несколько раз в течение коротких периодов исполнял обязанности главного тренера ФК «Зугдиди».

### Карьера в сборной
Сыграл один матч за сборную Грузии — 26 апреля 2000 года в товарищеской игре против Армении (0:0) вышел в стартовом составе, но уже на 24-й минуте был заменён на Александра Рехвиашвили.

## Достижения
- Чемпион Грузии: 1998/99
- Серебряный призёр чемпионата Грузии: 1991/92
- Бронзовый призёр чемпионата Грузии: 1990
- Чемпион Латвии: 2005